# International Liaison Committee on Resuscitation
Das International Liaison Committee on Resuscitation (ILCOR) ist ein 1992 gegründeter Verbund von verschiedenen Institutionen und Fachverbänden, die sich wissenschaftlich mit der cardiopulmonalen Reanimation beschäftigen. 
Es sieht seine Aufgabe darin, den Stand der internationalen Reanimationswissenschaft und neue Erkenntnisse zu sichten, sie kritisch durchzusehen und einen Konsens über Behandlungsempfehlungen daraus vorzuschlagen; die beteiligten Organisationen machen diesen Konsens zur Grundlage ihrer Richtlinien zur Reanimation. ILCOR veröffentlichte diesen Konsens zum ersten Mal im Jahr 2000, aktuell sind der ILCOR-Konsens 2020 sowie die ERC-Leitlinien von 2021.
Zurzeit sind am ILCOR die American Heart Association (AHA), der European Resuscitation Council (ERC), die Heart and Stroke Foundation of Canada (HSFC), das Australian and New Zealand Committee on Resuscitation (ARC), die Resuscitation Councils of Southern Africa (RCSA), Resuscitation Council of Asia (RCA) und die Inter American Heart Foundation (IAHF) beteiligt.